# کارما (فیلم ۲۰۲۶)
کارما (انگلیسی: Karma) یک فیلم دلهره‌آور روان‌شناختی فرانسوی است که قرار است در سال ۲۰۲۶ اکران شود. این فیلم به کارگردانی گیوم کنه ساخته شده و فیلم‌نامهٔ آن را کنه به‌همراه سیمون ژاکه نوشته است. ماریون کوتیار، لئوناردو اسباراگلیا، لوئیس سائرا و دونی منوشه از بازیگران اصلی این فیلم هستند. توزیع این فیلم در فرانسه بر عهدهٔ شرکت پته خواهد بود و اکران آن برای ۲۱ اکتبر ۲۰۲۶ برنامه‌ریزی شده است.

## بازیگران
- ماریون کوتیار
- لئوناردو اسباراگلیا
- لوئیس سائرا
- دونی منوشه

## تولید

### توسعه
در ۱۶ ژانویه ۲۰۲۵ اعلام شد که ماریون کوتیار در فیلم دلهره‌آور جدید گیوم کنه با عنوان کارما ایفای نقش خواهد کرد. این فیلم نهمین همکاری این دو به‌شمار می‌رود، اما جزئیاتی دربارهٔ خط داستانی ارائه نشد. تهیه‌کنندگی این فیلم را شرکت Iconoclast بر عهده دارد. در ۵ فوریه ۲۰۲۵ تأیید شد که این فیلم در ژانر دلهره‌آور روان‌شناختی ساخته خواهد شد.
بازیگران لئوناردو اسباراگلیا و لوئیس سائرا در ۲۴ فوریه ۲۰۲۵ به جمع بازیگران پیوستند. در آوریل ۲۰۲۵ نیز گزارش شد که دونی منوشه در این فیلم ایفای نقش خواهد کرد. مارک رافلو در ابتدا به پروژه نسبت داده می‌شد، اما در نهایت تأیید شد که در فیلم حضور ندارد.
جزئیات داستان همچنان محرمانه باقی مانده، با این حال گزارش شده که کنه فیلم‌نامه را به همراه سیمون ژاک نوشته است. همچنین بنوا دبی به عنوان فیلم‌بردار و لور گاردت به عنوان تدوین‌گر به پروژه پیوسته‌اند.

## فیلم‌برداری
تصویربرداری اصلی در ۲۴ فوریهٔ ۲۰۲۵ در ال پرت د لا سلبا، واقع در کاتالونیا، اسپانیا آغاز شد. تصویربرداری همچنین در لا سلوا د مار و مناطقی از فرانسه نیز انجام گرفت. در ۲۸ مه ۲۰۲۵، گیوم کنه اعلام کرد که فیلم‌برداری به پایان رسیده است.

## انتشار
کارما قرار است در ۲۱ اکتبر ۲۰۲۶ در فرانسه توسط پته اکران شود.